# Вентиляційний маневр
Вентиляційний маневр (рос. вентиляционный маневр, англ. air manoeuvre, нім. Lüftermanöver) — посилення, послаблення, реверсування та розподіл вентиляційних течій з метою утворення найсприятливіших умов для рятування людей під час аварій, забезпечення їм виходу на поверхню назустріч свіжій течії повітря, забезпечення просування гірничо-рятувальних частин до осередку аварії, уповільнення розповсюдження рудникової пожежі та запобігання повторним вибухам газу та пилу.